# Johannes Steinhart
Johannes Steinhart (* 13. Jänner 1955 in Wien) ist niedergelassener Facharzt für Urologie und ehemaliger Krankenhausmanager. Im Juni 2022 wurde er als Nachfolger von Thomas Szekeres zunächst zum Präsidenten der Wiener sowie in der Folge zum Präsidenten der Österreichischen Ärztekammer gewählt.

## Leben und Karriere
Johannes Steinhart promovierte 1983 zum Doktor der gesamten Heilkunde. In der Krankenanstalt des Göttlichen Heilands schloss er 1992 die Facharztausbildung für Urologie ab, begann dort seine Tätigkeit als Oberarzt an der urologischen Abteilung und wurde noch im selben Jahr auch ärztlicher Leiter und Geschäftsführer der Krankenanstalt. Beide Tätigkeiten übte er bis 2015 aus. Von 1990 bis 1992 absolvierte Steinhart den viersemestrigen Universitätslehrgang für Krankenhausmanagement der WU Wien. Seit 1. Oktober 1993 ist er zudem niedergelassener Facharzt für Urologie mit allen Kassenverträgen in Wien.
Seine Tätigkeit in der Österreichischen Ärztekammer begann der nunmehrige Präsident 1999 als Mitglied der Bundeskurie niedergelassene Ärzte. 2007 übernahm er die ÖÄK-Referate für Telemedizin sowie Grundlagenarbeit und gesundheitspolitische Analysen. 2012 wurde er 3. ÖÄK-Vizepräsident und Obmann der Bundeskurie niedergelassene Ärzte, seit 2017 war er 2. ÖÄK-Vizepräsident. In der Ärztekammer für Wien ist Steinhart seit 1989 Mitglied der Vollversammlung und des Vorstands. Seit 1999 war er Vizepräsident sowie Obmann der Kurie niedergelassene Ärzte der Ärztekammer für Wien, ehe er am 3. Mai 2022 zum Präsidenten der Wiener Ärztekammer gewählt wurde. Am 24. Juni 2022 wurde Steinhart in Bad Radkersburg im Rahmen des 145. Ärztekammertages von der Vollversammlung der Österreichischen Ärztekammer zum neuen Präsidenten der ÖÄK gewählt.

## Kritik
Laut Dossier wurde Steinhart 2023 als Beschuldigter in den Ermittlungen zur Ärztekammer-Tochtergesellschaft Equip4Ordi geführt. Im Dezember 2024 gab die Staatsanwaltschaft Wien bekannt, dass gegen Steinhart nicht mehr ermittelt wird, da weder eine Pflichtverletzung noch ein Vermögensschaden vorlagen.